# Бургиньон, Руди
Руди Бургиньон (фр. Rudy Bourguignon; род. 16 июля 1979, Леон) — французский легкоатлет, специалист по многоборьям. Выступал за сборную Франции по лёгкой атлетике в 1998—2013 годах, серебряный призёр Средиземноморских игр в Альмерии, победитель Кубка Европы в командном зачёте, участник ряда крупных международных стартов.

## Биография
Руди Бургиньон родился 16 июля 1979 года в коммуне Леон департамента Кот-д’Армор.
Впервые заявил о себе в лёгкой атлетике на международном уровне в сезоне 1998 года, когда вошёл в состав французской национальной сборной и выступил на юниорском мировом первенстве в Анси, где в программе десятиборья занял итоговое девятое место.
В 2001 году стал тринадцатым на молодёжном европейском первенстве в Амстердаме.
В 2004 году стартовал на Кубке Европы по легкоатлетическим многоборьям в Таллине — французы стали здесь бронзовыми призёрами в командном зачёте, при этом Бургиньон досрочно завершил выступление и не показал никакого результата.
В 2005 году завоевал серебряную медаль на Средиземноморских играх в Альмерии, уступив в десятиборье только своему соотечественнику Ромену Баррасу. На соревнованиях Décastar в Талансе стал шестым и установил свой личный рекорд в данной дисциплине — 8025 очков.
На домашнем Кубке Европы 2006 года в Арле закрыл десятку сильнейших личного зачёта и помог коллегам по сборной выиграть мужской командный зачёт. На чемпионате Европы в Гётеборге набрал 7617 очков и занял 15-е место.
В 2007 году был седьмым в семиборье на чемпионате Европы в помещении в Бирмингеме, стал чемпионом Франции в десятиборье.
На Кубке Европы 2008 года в Хенгело досрочно завершил выступление, при этом французы стали бронзовыми призёрами в командном зачёте.
В 2009 году на Кубке Европы в Щецине получил бронзовую награду командного зачёта.
В 2013 году представлял страну на Кубке Европы в Таллине, вместе с легкоатлетической командой Франции занял первое место в командном зачёте.